# 原田佳子
原田 佳子（はらだ けいこ、1973年6月30日 - ）は、関東地方を拠点に活動している日本のフリーアナウンサー。

## 来歴
広島県呉市出身。10歳のときにラジオ番組にリクエストはがきを投稿し、それが読まれたのをきっかけにラジオDJに憧れを抱くようになる。
広島県立呉三津田高等学校と福岡大学を卒業後、株式会社リクルートに入社。同社で営業職を経験した後に放送業界へ転身し、2003年にNHK鳥取放送局の契約キャスターになる。そして2004年6月1日に岩手朝日テレビ (IAT) に入社し、2007年3月31日まで同局のアナウンサーを務めた。局アナ時代には報道記者も兼務していた。
その後、結婚を機にフリーアナウンサーへ転向。これ以後は、関東地方で放送のラジオを主な活動の場としている。また、フリー転向からしばらくの間はフリーアナウンサークラブとアナウンスハウスに所属していたが、後に退所して個人での講師活動を開始する。企業・自治体・組織の新人教育や各種研修を代行する会社にも講師登録している。

## 担当番組

### テレビ番組
- とっとりまるごと610（NHK鳥取放送局） - キャスター
- IATスーパーJチャンネル（岩手朝日テレビ） - キャスター
- IATスーパーJチャンネル金曜スーク。（岩手朝日テレビ） - ニュース担当キャスター
- 週刊ことばマガジン（東日本放送） - 岩手朝日テレビからの出演
- TVイーハトーブ 土曜のてっぺん（東日本放送） - 岩手朝日テレビからの出演
- ナイス素適音楽館（YOUテレビ） - キャスター

### ラジオ番組
- 鳥取文芸館（NHK-FM） - ナレーター
- あしたへ…笑顔・りんりん（FMえどがわ） - 中継リポーター
- 季節は彩りの中で（FMえどがわ） - パーソナリティ
- NACK5 NEWS（FM NACK5）
- 渋谷商店部 上原・富ヶ谷エリア（渋谷のラジオ） - パーソナリティ